# CF Laguna
FC Laguna – meksykański klub piłkarski z siedzibą w mieście Torreón, w stanie Coahuila, działający w latach 1953–1968. Domowe mecze rozgrywał na stadionie Estadio Corona.